# Boxe aux Jeux panaméricains de 2019
Navigation
2015 2023
Les compétitions de boxe anglaise des Jeux panaméricains de 2015 se sont déroulés du 27 juillet au 2 août 2019 à Lima au Pérou.
Cuba s'impose comme la nation forte de ces Jeux en remportant 8 des 15 médailles d'or décernées. Au total, 17 pays remportent au moins une médaille.

## Médaillés

### Hommes
| Épreuves                    | Or                        | Argent                     | Bronze                   |
| --------------------------- | ------------------------- | -------------------------- | ------------------------ |
| Poids mi-mouches (-49 kg)   | Óscar Collazo (PUR)       | Yuberjén Martínez (COL)    | Kevin Arias (NCA)        |
| Poids mi-mouches (-49 kg)   | Óscar Collazo (PUR)       | Yuberjén Martínez (COL)    | Damián Arce (CUB)        |
| Poids mouches (-52 kg)      | Rodrigo Marte (DOM)       | Yosvany Veitía (CUB)       | Yankiel Rivera (PUR)     |
| Poids mouches (-52 kg)      | Rodrigo Marte (DOM)       | Yosvany Veitía (CUB)       | Ramón Quiroga (ARG)      |
| Poids coqs (-56 kg)         | Osvel Caballero (CUB)     | Duke Ragan (USA)           | Lucas Fernández (URU)    |
| Poids coqs (-56 kg)         | Osvel Caballero (CUB)     | Duke Ragan (USA)           | Alexy De La Cruz (DOM)   |
| Poids légers (-60 kg)       | Lázaro Álvarez (CUB)      | Leonel de los Santos (DOM) | Leodan Pezo (PER)        |
| Poids légers (-60 kg)       | Lázaro Álvarez (CUB)      | Leonel de los Santos (DOM) | Luis Angel Cabrera (VEN) |
| Poids super-légers (-64 kg) | Andy Cruz (CUB)           | Keyshawn Davis (USA)       | Alston Ryan (ATG)        |
| Poids super-légers (-64 kg) | Andy Cruz (CUB)           | Keyshawn Davis (USA)       | Michael Alexander (TRI)  |
| Poids welters (-69 kg)      | Roniel Iglesias (CUB)     | Rohan Polanco (DOM)        | Delante Johnson (USA)    |
| Poids welters (-69 kg)      | Roniel Iglesias (CUB)     | Rohan Polanco (DOM)        | Gabriel Maestre (VEN)    |
| Poids moyens (-75 kg)       | Arlen López (CUB)         | Hebert Conceição (BRA)     | Lesther Espino (NCA)     |
| Poids moyens (-75 kg)       | Arlen López (CUB)         | Hebert Conceição (BRA)     | Troy Isley (USA)         |
| Poids mi-lourds (-81 kg)    | Julio César La Cruz (CUB) | Keno Machado (BRA)         | Nalek Korbaj (VEN)       |
| Poids mi-lourds (-81 kg)    | Julio César La Cruz (CUB) | Keno Machado (BRA)         | Rogelio Romero (MEX)     |
| Poids lourds (-91 kg)       | Erislandy Savón (CUB)     | Julio Castillo (ECU)       | Abner Teixeira (BRA)     |
| Poids lourds (-91 kg)       | Erislandy Savón (CUB)     | Julio Castillo (ECU)       | José Lucar (PER)         |
| Poids super-lourds (+91 kg) | Dainier Pero (CUB)        | Cristian Salcedo (COL)     | Ricardo Brown (JAM)      |
| Poids super-lourds (+91 kg) | Dainier Pero (CUB)        | Cristian Salcedo (COL)     | Richard Torrez (USA)     |

### Femmes
| Épreuves               | Or                     | Argent                | Bronze                    |
| ---------------------- | ---------------------- | --------------------- | ------------------------- |
| Poids mouches (-51 kg) | Ingrit Valencia (COL)  | Virginia Fuchs (USA)  | Irismar Cardozo (VEN)     |
| Poids mouches (-51 kg) | Ingrit Valencia (COL)  | Virginia Fuchs (USA)  | Miguelina Hernández (DOM) |
| Poids coqs (-57 kg)    | Leonela Sánchez (ARG)  | Jucielen Romeu (BRA)  | Yeni Arias (COL)          |
| Poids coqs (-57 kg)    | Leonela Sánchez (ARG)  | Jucielen Romeu (BRA)  | Yarisel Ramirez (USA)     |
| Poids légers (-60 kg)  | Beatriz Ferreira (BRA) | Dayana Sánchez (ARG)  | Rashida Ellis (USA)       |
| Poids légers (-60 kg)  | Beatriz Ferreira (BRA) | Dayana Sánchez (ARG)  | Esmeralda Falcon (MEX)    |
| Poids welters (-75 kg) | Oshae Jones (USA)      | Myriam Da Silva (CAN) | Brianda Cruz (MEX)        |
| Poids welters (-75 kg) | Oshae Jones (USA)      | Myriam Da Silva (CAN) | Maria Moronta (DOM)       |
| Poids moyens (-75 kg)  | Jessica Caicedo (COL)  | Naomi Graham (USA)    | Tammara Thibeault (CAN)   |
| Poids moyens (-75 kg)  | Jessica Caicedo (COL)  | Naomi Graham (USA)    | Flávia Figueiredo (BRA)   |

## Tableau des médailles
| Rang  | Nation                 | Or | Argent | Bronze | Total |
| ----- | ---------------------- | -- | ------ | ------ | ----- |
| 1     | Cuba                   | 8  | 1      | 1      | 10    |
| 2     | Colombie               | 2  | 2      | 1      | 5     |
| 3     | États-Unis             | 1  | 4      | 5      | 10    |
| 4     | Brésil                 | 1  | 3      | 2      | 6     |
| 5     | République dominicaine | 1  | 2      | 3      | 6     |
| 6     | Argentine              | 1  | 1      | 1      | 3     |
| 7     | Porto Rico             | 1  | 0      | 1      | 2     |
| 8     | Canada                 | 0  | 1      | 1      | 1     |
| 9     | Équateur               | 0  | 1      | 0      | 1     |
| 10    | Venezuela              | 0  | 0      | 4      | 4     |
| 11    | Mexique                | 0  | 0      | 3      | 3     |
| 12    | Pérou                  | 0  | 0      | 2      | 2     |
| 12    | Antigua-et-Barbuda     | 0  | 0      | 2      | 2     |
| 14    | Nicaragua              | 0  | 0      | 1      | 1     |
| 14    | Jamaïque               | 0  | 0      | 1      | 1     |
| 14    | Trinité-et-Tobago      | 0  | 0      | 1      | 1     |
| 14    | Uruguay                | 0  | 0      | 1      | 1     |
| Total | Total                  | 15 | 15     | 30     | 60    |

## Référence
1. ↑  (en) Résultats des compétitions de boxe aux Jeux panaméricains 2019